# Kazachstan na Mistrzostwach Świata w Lekkoatletyce 2015
Kazachstan na Mistrzostwach Świata w Lekkoatletyce 2015 – reprezentacja Kazachstanu podczas mistrzostw świata w Pekinie liczyła 10 zawodników. Jedyny medal – brązowy, zdobyła trójskoczkini Olga Rypakowa.

## Występy reprezentantów Kazachstanu

### Mężczyźni

#### Konkurencje biegowe
| Konkurencja   | Zawodnik         | Runda 1  | Runda 1 | Półfinał | Półfinał | Finał    | Finał   |
| Konkurencja   | Zawodnik         | Rezultat | Pozycja | Rezultat | Pozycja  | Rezultat | Pozycja |
| ------------- | ---------------- | -------- | ------- | -------- | -------- | -------- | ------- |
| Maraton       | Michaił Krasiłow | —        | —       | —        | —        | DNF      | DNF     |
| Chód na 20 km | Gieorgij Szejko  | —        | —       | —        | —        | 1:24:58  | 30.     |

#### Konkurencje techniczne
| Konkurencja   | Zawodnik        | Eliminacje | Eliminacje | Finał    | Finał   |
| Konkurencja   | Zawodnik        | Rezultat   | Pozycja    | Rezultat | Pozycja |
| ------------- | --------------- | ---------- | ---------- | -------- | ------- |
| Skok o tyczce | Nikita Filippow | 5,40       | 30.        | NQ       | NQ      |
| Trójskok      | Roman Walijew   | 16,04      | 25.        | NQ       | NQ      |

### Kobiety

#### Konkurencje biegowe
| Konkurencja   | Zawodniczka        | Runda 1    | Runda 1 | Półfinał   | Półfinał | Finał    | Finał   |
| Konkurencja   | Zawodniczka        | Rezultat   | Pozycja | Rezultat   | Pozycja  | Rezultat | Pozycja |
| ------------- | ------------------ | ---------- | ------- | ---------- | -------- | -------- | ------- |
| Bieg na 100 m | Wiktorija Ziabkina | 11,24      | 3.Q     | 11,19 (PB) | 6.       | NQ       | NQ      |
| Bieg na 100 m | Olga Safronowa     | 11,49      | 5.      | NQ         | NQ       | NQ       | NQ      |
| Bieg na 200 m | Wiktorija Ziabkina | 22,92      | 3.Q     | 22,77 (NR) | 5.       | NQ       | NQ      |
| Bieg na 200 m | Olga Safronowa     | 23,28 (SB) | 5       | NQ         | NQ       | NQ       | NQ      |
| Maraton       | Irina Smolnikowa   | —          | —       | —          | —        | DNF      | DNF     |
| Maraton       | Gulżanat Żanatbiek | —          | —       | —          | —        | 2:45:54  | 40.     |

#### Konkurencje techniczne
| Konkurencja | Zawodniczka   | Eliminacje | Eliminacje | Finał      | Finał   |
| Konkurencja | Zawodniczka   | Rezultat   | Pozycja    | Rezultat   | Pozycja |
| ----------- | ------------- | ---------- | ---------- | ---------- | ------- |
| Trójskok    | Olga Rypakowa | 14,33      | 4. Q       | 14,77 (SB) | brąz    |
| Trójskok    | Irina Ektowa  | 13,61      | 17.        | NQ         | NQ      |